# Perinereis curvata
Perinereis curvata är en ringmaskart som beskrevs av Holly 1935. Perinereis curvata ingår i släktet Perinereis och familjen Nereididae. Inga underarter finns listade i Catalogue of Life.